# 齋藤専吉
齋藤 専吉（さいとう せんきち、明治9年4月16日（1876年5月9日） - 昭和37年（1962年）3月13日）は、日本の教育者、文化人。渥美半島における文化交流に寄与した。

## 経歴
愛知県渥美郡畠村（現・田原市福江町）に間瀬伴蔵、里うの次男として生まれる。1883年（明治16年）、7歳のときに母の実家、畠村の齋藤重左衛門の養子となる。
1899年（明治32年）に清田尋常小学校（現・田原市立清田小学校）の教員となり、1920年（大正9年）には亀山尋常小学校（現・田原市立亀山小学校）校長として1927年（昭和2年）の退職まで務めた。その後は、福江町助役や愛知県民生委員、亀山保育園長を務めた。
専吉は、文化人としても活躍し、俳句、短歌、郷土史、考古学にも興味を持ち、地域の歴史や民族に関する研究を行った。

## 交流のあった文化人
清野謙次、小金井良精、若山牧水、巖谷小波、宮川春汀、鈴木翠軒

## エピソード
1893年（明治26年）17歳の齋藤は、「仰て會員諸君に望む」と題した文章を「禁酒雑誌」に投稿し、住居のあった福江村において福江禁酒会を設立し、10名ほどの会員とともに風俗改良の活動を行っていることを紹介している。 